# Dívida Ativa da União
A Dívida Ativa da União (DAU) é o conjunto de créditos públicos, de titularidade da União, que não foram pagos no prazo legalmente fixado. Tais créditos são compostos majoritariamente por tributos, com participação em menor escala de outros (com origens diversas), mas também podem ter origens não-tributárias, conforme Decreto-Lei nº 147, de 3 de fevereiro de 1967. 

## Tipos de débitos com a União
A dívida ativa da união é classificada como Tributária no caso de inadimplência de impostos, taxas, contribuições, autos de infração ou multa; e Não-Tributária com origens em custas e multas processuais, descumprimento de contratos de licitação, aforamento, laudêmio, locação ou arrendamento de bens públicos ou até mesmo decorrente de cessões de crédito, como empréstimos e financiamentos com a União.

## Inscrição em Dívida Ativa
Para um débito ser inscrito na Dívida Ativa é preciso que a sua inscrição no Cadastro Informativo de Créditos não Quitados do Setor Público Federal (CADIN) cumpra os requisitos legais, devendo necessariamente conter o nome do devedor e, sendo caso, o dos corresponsáveis; o domicílio ou a residência do devedor e também responsáveis, se possível; a quantia devida e a maneira de calcular os juros de mora acrescidos; a origem e a natureza do crédito, especifica pelo fundamento legal da dívida; a data de inscrição; o número do processo administrativo de que se originar o crédito. constar (art. 202 do Código Tributário Nacional); 
Cumprindo esses requisitos a inscrição se presume regular, líquida e certa (art. 204, caput, do Código Tributário Nacional e art. 39, § 1.º da Lei n.º 4.320/1964).
O CADIN é um banco de dados onde estão registrados os nomes de pessoas em débito para com órgãos e entidades federais. Para consultar os contribuintes em débito com a União é só acessar a lista de devedores da dívida ativa.

## Execução Fiscal
A execução fiscal é o processo judicial de cobrança dos contribuintes inscritos na Dívida Ativa da União. Realizada pela Procuradoria-Geral da Fazenda Nacional (PGFN), a execução fiscal tem como objetvo satisfazer o crédito tributário por meio da restituição forçada de bens móveis ou imóveis. 